# Chamil
Chamil ou Imam Chamil (en avar : Шейх Шамил ; en turc : Şeyh Şamil ; en Arménien : Իմամ Շամիլ ; en russe : Имам Шамиль ; en arabe : الشيخ شامل), parfois écrit Shamil (1797-1871), est un chef de guerre daghestanais d'origine avare, le plus connu des chefs de guerre qui dirigèrent les Tchétchènes et d'autres tribus du Caucase du nord dans les guerres qui les opposèrent à l'armée russe entre 1830 et 1860. Il appartient au peuple avar,. Les motivations de ses combattants semblaient être à la fois une volonté d'indépendance et des raisons religieuses liées aux préconisations de guerre sainte de la Naqshbandiyya, mouvement soufi radical présent notamment dans le Caucase (Tchétchénie, Ingouchie et  Daghestan),.

Shamil et ses fils à Saint-Petersbourg, 1859.

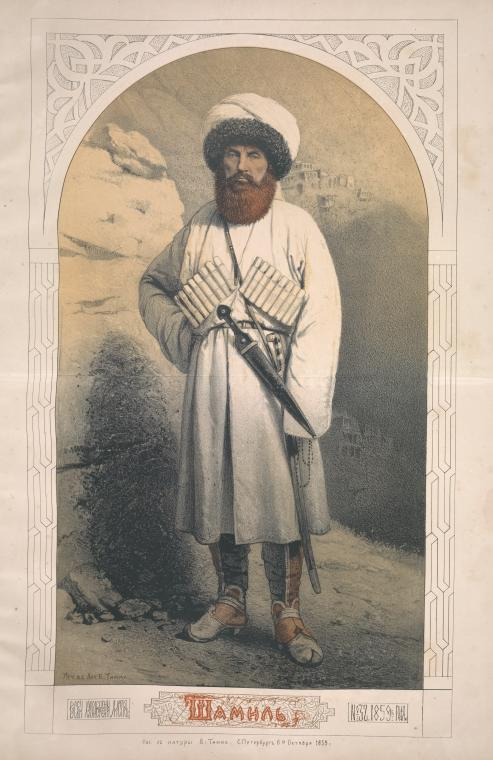
Portrait d'après nature de Chamil, dessiné le 6 octobre 1859 par Vassili Timm.

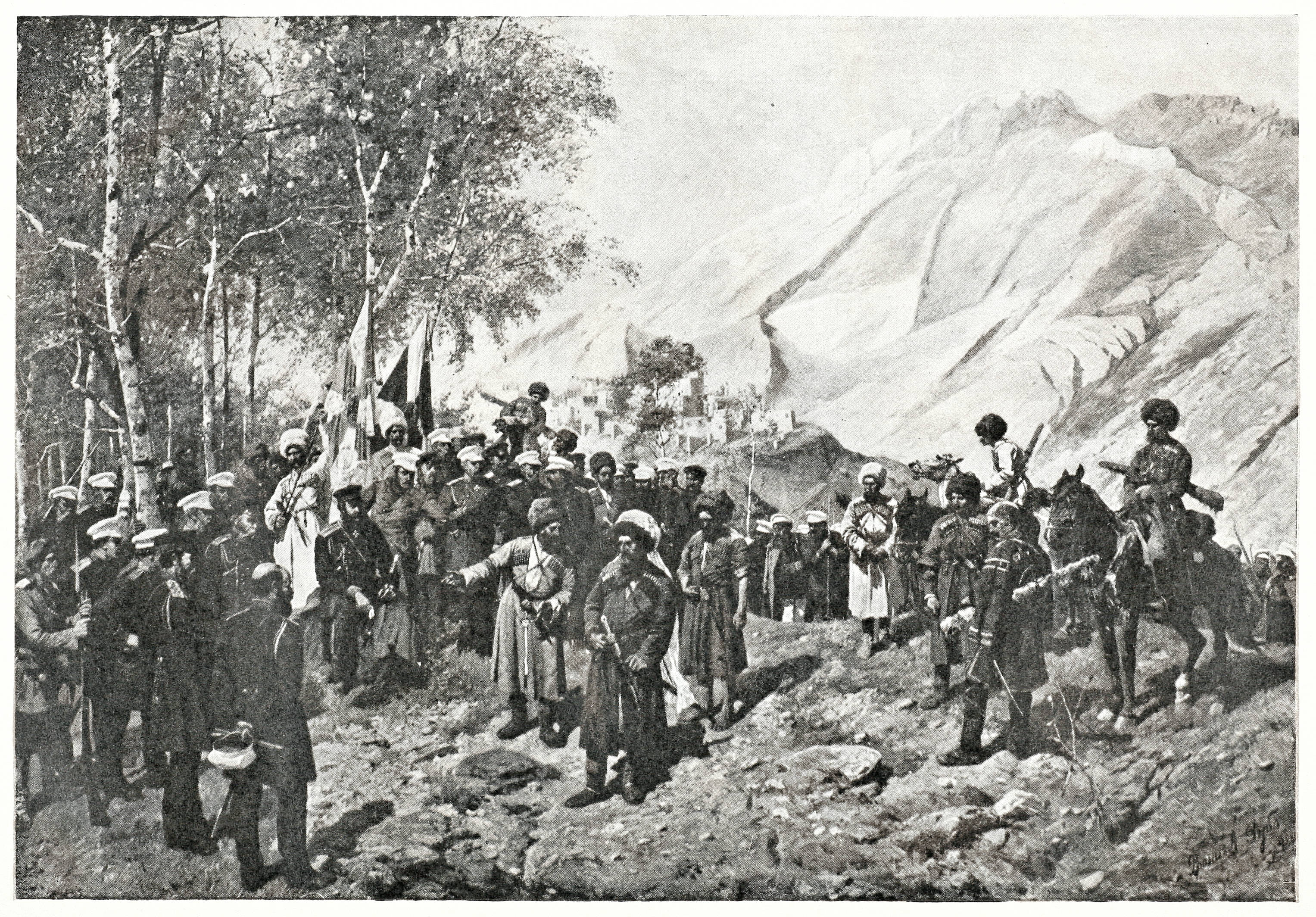
Capture de Chamil, par Franz Roubaud.

## Biographie
Chamil naît en 1797 dans l'aoul de Guimry au Daghestan. Son père Dengau possède des terres, et sa position permet à Chamil, qui se démarquait déjà dans sa jeunesse par sa prouesse dans l'équitation et la maîtrise des armes, ainsi qu'à son ami Mohammed Ghazi (Mollah Ghazi), d'étudier, notamment l'arabe, la grammaire, la rhétorique et la logique. Il rejoint la Naqshbandiyya et s'impose comme un homme respecté et cultivé pour les peuples musulmans du Caucase.
À cette époque, la Russie cherche à s'étendre sur les terres ottomanes et perses. En réaction à l'invasion russe, les tchétchènes et les nombreuses tribus du Caucase du nord s'unissent pour briser la loi russe dans ce qu'on appelle aujourd'hui la guerre du Caucase. Les premiers meneurs connus de cette résistance sont le tchétchène cheikh Mansour et le mollah avar Ghazi. Chamil est un ami d'enfance de Ghazi et veut devenir son disciple et conseiller.
En 1832, Ghazi meurt à la bataille de Guimry, et Chamil est un des deux seuls murīdes qui arrivent à s'échapper, mais il est gravement blessé. Il va alors se cacher et les Russes comme les murīdes pensent qu'il est mort. Une fois rétabli, il réapparaît et rejoint les combattants, alors menés par Gamzat-bek. Celui-ci se fait assassiner en 1834 par Hadji Murad, Chamil le remplace alors comme chef de la résistance caucasienne et devient donc le troisième Imam du Daghestan, après Mohammed Ghazi et Gamzat-bek.
À l'été 1839, Chamil et ses partisans (environ 4 000 hommes, femmes et enfants) sont assiégés dans leur fort de montagne d'Akhoulgo, niché dans une boucle de la rivière Andi-Koïssou, à une quinzaine de kilomètres de Guimry. Il faut huit jours aux Russes pour emporter la victoire. Le bilan est très lourd : près de 3 000 soldats russes sont morts, les rebelles sont presque tous tués après des combats extrêmement violents, typiques de cette guerre, qu'en 1858, Alexandre Dumas, à l'occasion d'un voyage dans le Caucase, décrira comme « une guerre sans merci, sans prisonniers, où tout blessé est considéré comme un homme mort, où le plus féroce des adversaires coupe la tête, où le plus doux coupe la main ».
Chamil livre aux Russes son fils aîné Djemmal-Eddin en otage (18 août 1839). Celui-ci grandira à la cour impériale et deviendra officier dans l'armée russe, avant d'être échangé contre des otages russes et rendu à son père (11 mars 1855).
Chamil et une poignée de ses partisans, ainsi que sa famille, arrivent miraculeusement à s'échapper en Tchétchénie, juste avant la fin du siège. Après sa fuite, il est recueilli par des chefs de guerre tchétchènes qui grâce aux conseils des anciens le proclament Imam de Tchétchénie et du Daghestan . Une fois rétabli, sous peu, Chamil accompagné de ces seigneurs de guerre tchétchènes et d'une armée retourne au Daghestan pour une reconquête. Ensemble, ils réussiront alors à soumettre les nombreuses tribus daghestanaises divisées, contre les Russes, prenant l'islam comme base de cette union. Il fit un usage efficace de techniques de guérilla, profitant de la nature du terrain montagnard, difficile d'accès et propice aux embuscades, et la résistance continua sous son commandement jusqu'en 1859. Toutefois, l'armée russe prend l'avantage et, le 25 août 1859, Chamil, accompagné de sa famille préfère se rendre aux Russes, ils sont emprisonnés dans l'aoul de Gounib (Daghestan). Pourtant quelques unités tchétchènes continueront  la lutte après la reddition de Chamil.

Il est ensuite envoyé à Saint-Pétersbourg (alors capitale de l'empire russe) où il est présenté à l'empereur Alexandre II qui décide de l'exiler à Kalouga, petite ville proche de Moscou. Après quelques années dans cette ville où il ne se plaît guère, il reçoit en décembre 1868 la permission de s'installer à Kiev. Il emménage dans une demeure rue Alexandrovskaïa. Les autorités impériales ordonnent au surintendant de la ville de garder Chamil sous une « stricte mais pas trop onéreuse surveillance » et allouent à la ville une somme assez importante pour les besoins de l'exilé. Chamil semble avoir apprécié ce séjour relativement luxueux, comme le prouve la lecture des lettres qu'il a écrites à cette époque.
En 1869 on l'autorise à faire un pèlerinage (hajj) à La Mecque. Il meurt en 1871 alors qu'il est à Médine, et est enterré au cimetière Jannat al-Baqi, où reposent de nombreuses personnalités importantes de l'islam. Ses deux fils Djamaleddin et Mohammed Sefi deviendront officiers dans l'armée russe, tandis que les deux autres, Mohammed Gazi et Mohammed Kamil, serviront dans l'armée turque.
Il est toujours honoré dans le Caucase pour sa résistance aux Russes, et est considéré comme un modèle par certains musulmans qui luttent encore aujourd'hui contre l'influence russe dans cette région.
Il est à noter que le Rabbi de Loubavitch enseigna au Hassidim une mélodie que Chamil a composée lors de son emprisonnement décrivant son désir de retrouver son statut préalable, cette mélodie est appelée Nigun Shamil et est une allusion au désir de l'âme précédemment unie à Dieu et actuellement emprisonnée dans le corps, qui désire ardemment s'exprimer librement à travers celui-ci.